# Joel Grant
Joel Valentino Grant, né le 27 août 1987 à Acton en Angleterre, est un footballeur international jamaïcain qui évoluait au poste de milieu de terrain et d'attaquant.

## Biographie

### Carrière en club
Il dispute 41 matchs en deuxième division anglaise : 7 avec Watford et 34 avec Yeovil Town.
Le 23 juin 2017, il rejoint Plymouth Argyle.
Le 18 septembre 2020, il rejoint Swindon Town.

### Carrière en sélection
Il reçoit sa première sélection en équipe de Jamaïque lors de l'année 2014. La même année, il remporte la Coupe caribéenne des nations.
Il figure dans le groupe des sélectionnés lors de la Gold Cup de 2015. Son équipe atteint la finale de la compétition, en étant battue par le Mexique.
Il participe également à la Copa América de 2015 qui se déroule au Chili.

## Palmarès
Jamaïque
- Coupe caribéenne des nations (1) :
  - Vainqueur : 2014.
- Gold Cup (0) :
  - Finaliste : 2015.

 Aldershot Town
- Championnat d'Angleterre de cinquième division (1) :
  - Champion : 2007-08.